# 謝智博
謝智博（1984年9月14日—）臺灣桃園人，東海大學政治系肄業，2007年在桃園創立立達徵信社。目前是立達國際徵信有限公司、立達欣業有限公司的負責人、飛碟電台「徵信話大冒險」DJ、中廣流行網「徵信阿宅的萬事屋」DJ、《宅爾摩斯的萬事屋》作者、世界偵探總會會員。

## 生平

### 早年
1984年，謝智博出生於台灣桃園市，小時候父母離婚各自成家，由奶奶一人照顧。
2002年進入東海大學政治系就讀，2003年因為奶奶跌倒摔斷腿，他休學回家照顧奶奶並開始賺錢維持生計，於是在中原大學商圈賣雞排，但沒幾個月攤車被偷，警方要他自己調監視器尋找竊賊。但監視器畫面辨識不出人與車牌，最後沒追回攤車。此事讓他對調查工作產生興趣，想要幫助沒有辦法透過正規管道獲得協助的人。。

## 職業生涯

### 入行
餐車被偷事件之後，他有一天偶然看見徵信社的徵才廣告，受到爺爺曾經是情報局人員的啟蒙，加上自己曾經閱讀《金田一少年之事件簿》、《亞森·羅蘋》、《福爾摩斯》等因而對偵探工作有所想像，便踏入徵信業、成為調查員。入行後才發現夢想與現實的差異，在某個事件之後，他下定決心離開，並創立符合自己理想的徵信社。

### 創業
2007年謝智博創立立達徵信社，並創立部落格「徵信社阿宅」。
同年9月，因為一個尋人案件，讓立達開始有人關注。
2014年左右，謝智博因想從政而忽略了事業，因而負債數百萬元，他為籌錢而涉入毒品（大麻）事件，因有偿为客户找送货马仔而入獄，但基于“必須恪守職業道德”堅持不肯供出客戶以換取減刑機會，终被判刑7年，4年后获得假释。重獲自由後透過上節目、與網紅拍片，傳達自己徵信社的理念，並在高速公路上建立可看到自己照片的大型廣告重建事業基石，承接各式各樣的案件。

## 主持作品

### 電台節目
- 飛碟電台《徵信話大冒險》週一至週五23:00-00:00主持人[5]
- 中廣流行網《徵信阿宅的萬事屋》週一至週五00:00-01:00主持人[6]

### 過往參與節目
| 年份       | 節目                               | 角色     | 頻道                      | 附註   |
| ---------- | ---------------------------------- | -------- | ------------------------- | ------ |
| 2020       | 《行動法庭》                       | 來賓     | ETtoday綜合台             | [ 23 ] |
| 2021       | 《POP搶先爆》                      | 來賓     | POP Radio聯播網           |        |
| 2021       | 《綜藝大熱門》                     | 來賓     | 三立都會台、中天綜合台    |        |
| 2023       | 《婆媳當家》                       | 來賓     | 三立都會台                | [ 24 ] |
| 2021       | 《單身行不行》                     | 來賓     | 東風衛視                  |        |
| 2022       | 《另一種注目》                     | 專訪主角 | 鏡新聞                    | [ 25 ] |
| 2022       | 《小明星大跟班》                   | 來賓     | 中天綜合台                | [ 26 ] |
| 2022       | 《讀饗時光》                       | 受訪者   | 聯合報                    | [ 27 ] |
| 2022       | 《生活同樂會》                     | 來賓     | 飛碟聯播網                |        |
| 2021、2022 | 《今晚開讚吧》                     | 來賓     | 東森綜合台                |        |
| 2023       | 《全民星攻略》                     | 來賓     | 東森綜合台                | [ 28 ] |
| 2024       | 《姊妹亮起來》                     | 來賓     | 民視綜藝娛樂              | [ 29 ] |
| 2024       | 《下班經濟學》                     | 來賓     | 風傳媒                    | [ 30 ] |
| 2024       | 《飛碟早餐 唐湘龍時間》            | 來賓     | 飛碟聯播網                |        |
| 2022       | 《WACKYBOYS 反骨男孩》孫爸身世之謎 | 合作企劃 | WACKYBOYS 反骨男孩YouTube |        |
| 2020       | 《兩性即時通》                     | 來賓     | Podcast                   |        |
| 2020       | 《茶魚飯厚-百感人聲》              | 來賓     | Podcast                   |        |
| 2021       | 《怪奇職業學園》                   | 客座講師 | Podcast                   |        |
| 2023       | 《葉揚躺一下》                     | 來賓     | Podcast                   |        |

## 出版作品

### 著作
| 年份       | 書名                 | 出版社   | ISBN               |
| 2022-09-27 | 《宅爾摩斯的萬事屋》 | 寶瓶文化 | ISBN 9789864063154 |

## 外部連結
- 謝智博的LinkedIn專頁（繁體中文）
- 謝智博的Facebook專頁（繁體中文）
- 謝智博的Instagram帳戶（繁體中文）
- 謝智博的Pixnet專頁（繁體中文）